# E.T. (canção)
"E.T." é uma canção da cantora e compositora estadunidense Katy Perry, contida em seu terceiro álbum de estúdio, Teenage Dream. Atualmente E.T já recebeu 9 certificações Disco de Plantina e, em 2018, foi elegível a Disco de Diamante pelas vendas em solo americano e ao redor do mundo, sendo a 15ª canção feminina com mais downloads pagos atualmente já visto e a 4ª de Perry. Também bateu recordes de streaming sendo a música mais tocada na rádio americana em menos de 1 mês, superando California Gurls que obtinha esse mérito. Sua versão remix foi lançada em 16 de fevereiro de 2011 como o quarto single do trabalho, com a participação de Kanye West. O rapper também aparece no videoclipe da música, dirigido por Floria Sigismondi e lançado em 31 de março de 2011. Foi composta e produzida por Dr. Luke, Max Martin e Ammo, com o auxílio de Perry na escrita.
Possui acordes semelhantes a "We Will Rock You" do grupo inglês Queen e solo de guitarra bastante icônico. A música abusa de efeitos sonoros e sintetizadores. Metáforas extraterrestres são usadas em toda a canção para expressar o amor e o medo por alguma desconhecida, e West continua essas metáforas em seus dois versos, fazendo uso de auto-tune. Apesar de a canção ser amplamente conhecida por seu tema mais sombrio e maduro, em contraste com obras convencionais de Perry, os críticos responderam de forma mista. A canção na verdade fala sobre amor e a visão da sociedade sobre o impacto que é ter algo diferente, desconhecido e inovador ao seu redor. A presença de Kanye West no single também recebeu opiniões divididas, já que seus versos deixam a canção com uma linguagem sexual inapropriada para a classe de fãs da cantora. A faixa chegou ao topo da Billboard Hot 100 e permaneceu por 5 semanas não consecutivas, sendo o quarto single do disco a alcançar o primeiro lugar nos Eua. Além disso, trata-se da quinta música de Perry a atingir topo da parada americana e a sétima à atingir o top 10 da Billboard Hot 100. Ela também alcançou a primeira posição na Nova Zelândia, o número três no Canadá e o número cinco na Austrália e na Irlanda, bem como o Top 40 na Áustria, Dinamarca, Alemanha, Países Baixos, Suécia, Polonia, Brasil e Reino Unido.

## Antecedentes e lançamento
A decisão de escrever "E.T." veio depois que sua batida foi acidentalmente jogada na gravação de estúdio que estava previsto inicialmente para o grupo americano de hip hop Three 6 Mafia. Admirada pelos seus acordes, Perry optou por trabalhar com o Sample, e escrever "Um som futurístico, sombrio e alienígena". Na sequência do lançamento do Teenage Dream,"E.T." foi lançado como o terceiro e último single promocional em 17 de agosto de 2010. Em Dezembro de 2010, Perry abriu uma enquete no Twitter, onde os fãs escolheriam qual seria o próximo single a ser lançado. Surgiu a especulação de que Peacock seria o seu próximo single, Porém, após votações, "E.T." foi anunciado como o single oficial em sua página no Facebook. O anúncio foi acompanhado pela capa do single. Logo após divulgação do single, Perry recebeu criticas negativas que afirmavam que Last Friday Night faria mais sucesso que a tal e deveria ser single no lugar desta. Perry não se deixou ser influenciada pelos críticos e apostou que a canção faria sucesso, assim a versão single com o rapper Kanye West.  foi lançado em 16 de Fevereiro de 2011.
Perry tem performado "E.T." em vários locais, incluindo como faixa bônus para o seu Walmart Soundcheck set, e no Madison Square Garden, em Manhattan, em 10 de Dezembro de 2010 para Z100's Jingle Ball e no American Idol em 2011 junto o rapper. A canção também foi incluída no set list do The California Dreams Tour, segunda turnê da cantora, na The Prismatic World Tour, terceira turnê da cantora e atualmente na Witness The Tour.  E.T foi lançado como uma faixa livre na Katy Revenge Perry 2, um jogo para a aplicação do IOS Tap Tap. Um videoclipe com a letra do single foi publicado no site de Katy Perry em 16 de março de 2011. A faixa recebeu mais tarde um Remix com a música Centuries da banda Fall Out Boy.

## Composição
Com a faixa do álbum contendo três minutos e 26 segundos, "E.T." é uma balada Eletrônica com elementos de Hip Hop, Pop e Teen. A BBC Music descreveu a canção como um "Balada influenciada por uma quase-Rave". A canção foi escrita por Perry, Lukasz Gottwald, Max Martin, e Coleman Josué, e produzido pelos três últimos, com Gottwald e Coleman creditado com Dr. Luke e Ammo. De acordo com a partitura de Alfred Music Publishing, a canção foi publicada originalmente em fá menor e segue um ritmo lento de 76 batimentos por minuto, em tempo comum. A voz de Katy atinge E♭4 e D♭5. De acordo com Ann Powers, do Los Angeles Times, "E.T." carrega influências da cantora Rihanna e apresenta Perry usando "gaguejar da diva do Hip Hop". Darryl Sterdan do QMI Agência observou que a canção usa a "Stomp-Stomp-clap", batida de We Will Rock You do grupo Queen, enquanto Stephen Thomas Erlewine. do Allmusic, notou semelhanças com as produções de Ryan Tedder. Matthew Perpetua da Rolling Stone achou que a canção foi semelhante em som a baladas Hard Rock do Evanescence.
Segundo Perry, a música é sobre “se apaixonar por um estrangeiro”. Usando metáforas sobre extraterrestres, ela canta: "Você não é como os outros / amante Futurístico / DNA diferente" O refrão tem Perry abordando seu amante:. "Beije-me, Beije-me / Infecta-me com seu amor / Enche-me com o seu veneno", afirmando estar "pronto para ser sequestrada". Por sua única versão, a canção foi reformulado para a inclusão dos dois versos de Kanye West, que continua as metáforas extraterrestre. Abrindo a pista com "Eu tenho uma mente suja / eu tenho uma maneira suja", então ele continua a dizer ", Eles me chamam de alienígena / grande astronauta odiado ". West contribui com um verso antes refrão final de Perry, com vocais muito Auto-Sintonizado. "Eu conheço um bar em Marte / Onde há naves de condução, ao em vez de carros ". Ele termina com uma referência ao personagem fictício Shrek e letras de "Alien Sex": "Eu vou despir você, depois sondá-la / Veja, eu te abduzindo / Então eu digo o que fazer". Ben Kaplan do The National Post observou que a presença de West na pista foi semelhante ao seu trabalho em seu quarto álbum, 808s & Heartbreak em 2008.

## Análise da crítica
E.T. foi recebida de maneira mista pelos críticos profissionais. Tem-se observado que Perry traz um lado mais diferente do que já foi apresentado pela cantora, com um tom mais escuro, mais profundo e mais maduro. A canção foi elogiada pelo Al BBC Music Fox que apreciaram o contraste entre E.T. e suas faixas pop convencional otimistas como Hot n Cold e California Gurls. Leah Greenblatt da Entertainment Weekly sentiu que Perry mostrou a força da música, comparando seu som a uma combinação dos músicos americanos Lita Ford e Trent Reznor. Matthew Cole do Slant Magazine não gostou da inescrutabilidade da faixa e disse que E.T. fazia lembra a canção All the Things She Said do grupo t.A.T.u. Jason Richards, da Now Magazine, chamou a música "estranha" e Rudy Sputnikmusic de Clapper negou provimento ao seu esforço de um som mais maduro, chamando-a de "extravagante". Bill Lamb, escrevendo para o About.com, classificou a canção com 3,5 estrelas em cinco. ele ficou decepcionado com a falta de um gancho definida, com destaque para "a canção poderia ter mais potencial", e que o seu "nervosismo cria sem liberação". Com o público a canção foi vista de forma negativa por sua aparência diferente de outros trabalhos de Perry, mas logo depois passou a ser aclamada.
Referente ao remix, os críticos estavam divididos sobre a aparência de West. Kaplan se referiu a balada como "um grande dueto", elogiando os vocais de ambos os artistas, uma declaração ecoaram por Lamb, que sentiu que os versos de West intensificaram a canção. Além disso, Brad Entertainment Weekly Wete disse que a música foi melhorada com uma perspectiva masculina. Robert Copsey, do Digital Spy classificou a canção com 4 estrelas em 5, mas ressaltou que, por outro lado, a participação do rapper não acrescentou nada a faixa. Amos Barshad de Nova York, afirmou que as metáforas alienígenas de West entraram em "direções estranhas".

## Vídeoclipe

Perry beijando Shaun Ross que desde então se transformado em um robô.

Cheio de efeitos especiais e também figurinos intergaláticos, o videoclipe de "E.T." foi lançado em 31 de março de 2011, estreando na MTV.com. A data de lançamento foi anunciada em um teaser lançado em 21 de março de 2011, que exibiu vídeo de um objeto voador não identificado. O vídeo foi dirigido pela canadense Floria Sigismondi, conhecida por seus vídeos musicais escuros e femininos de artistas como Christina Aguilera e Marilyn Manson. Em uma entrevista com show NRJ French Radio Show Le 09/06 em 10 de março de 2011, Perry revelou que ela estava satisfeita com sua decisão de colaborar com Sigismondi, depois de ter visto um clipe de 30 segundos.
No vídeo, Perry, como uma alienígena, deriva através do espaço, antes de pousar no Planeta Terra (já abandonado) em busca de vida, e aparentemente absorvendo informações sobre a vida extinta do planeta. O clipe é intercalado com cenas de várias plantas e felinos principalmente, que habitavam o local antes de ter sido destruído. Através destas visualizações o ainda "Alienígena" se transforma em Katy porém com a aparência num mix das imagens. Após algumas visualizações dessas imagens seguidas de suas transformações, Perry desce ao planeta coberto em escombros e se depara com um robô quebrado, que, ao beijá-lo, se transforma em um homem, interpretado pelo modelo albino Shaun Ross. Revela-se eventualmente que as pernas de Perry(após visualizações de vários felinos) são de fato os de uma Gazela. É interessante citar também, que após a transformação do "robô" em homem, existem ao redor uma espécime de pássaro fechada em uma pequena caixa datado com sua extinção, além de óculos Vogue que os coloca antes de se dirigir com seu parceiro ao horizonte ensolarado. Enquanto isso, West é destaque no vídeo flutuando em uma nave espacial que vaga pelo espaço.
Durante todo o vídeo, Perry usa cosméticos pesados e roupas extravagantes, incluindo maquiagem azul e rosa, o olhar semelhante ao de um gato e ao de répteis também podem ser vistos, e as tranças de Medusa. Ela também recebeu comparações com o olhar de Lady Gaga no vídeo da música "Born This Way", à rainha de Sabá, Ziggy Stardust, O álter ego de Inglês músico David Bowie, e os personagens fictícios Lara Croft, Padmé Amidala, e Jadzia Dax. O vídeo em si tem sido descrito como "uma sequência de Avatar e Katy Perry em um jogo de vídeo Game".

## Listas de Faixas
| Download digital |                           |         |  |
| N.º              | Título                    | Duração |  |
| 1.               | "E.T." (feat. Kanye West) | 3:51    |  |

| EP de remixes download digital |                                                |         |  |
| N.º                            | Título                                         | Duração |  |
| 1.                             | "E.T." (Tiësto Remix – Club Edit)              | 7:10    |  |
| 2.                             | "E.T." (Benny Benassi - Radio Edit)            | 3:20    |  |
| 3.                             | "E.T." (Dave Audé Remix – Radio Edit)          | 3:38    |  |
| 4.                             | "E.T." (Noisia Remix)                          | 3:53    |  |
| 5.                             | "E.T." (Johnson Somerset & John Monkman Remix) | 9:49    |  |

| CD single Alemanha |                                    |         |  |
| N.º                | Título                             | Duração |  |
| 1.                 | "E.T." (feat. Kanye West)          |         |  |
| 2.                 | "E.T." (Tiësto Remix – Radio Edit) |         |  |

## Pessoal
- Composição da letra – Katy Perry, Lukasz Gottwald, Max Martin, Joshua Coleman
- Produção, bateria, teclado e programação – Dr. Luke, Ammo, Max Martin
- Engenharia – Emily Wright, Sam Holland
- Assistente de engenharia – Aniela Gottwald
- Mixagem – Serban Ghenea
- Engenheiro de mixagem – John Hanes
- Assistente de mixagem – Tim Roberts
- Vocals – Katy Perry e Kanye West (remix)

## Desempenho nas tabelas musicais
A canção debutou no número #42 no Billboard Hot 100 após seu lançamento como um single promocional, vendendo 64 mil cópias digitais. Na mesma semana, "E.T." estreou no Canadian Hot 100, na 13º posição. Na Austrália, a música estreou no número #12 e chegou ao número #5, por duas semanas. Desde então, conquistou o disco de platina triplo pela Australian Recording Industry Association para a venda de 210.000 unidades. Uma semana depois de ter estreado em 17º lugar, "E.T." conquistou o 1º lugar na New Zealand Singles Chart, tornando-se seu sexto número um no país, e foi certificado Ouro pela Recording Industry Association of New Zealand. Em 26 de fevereiro de 2011, a canção entrou na Billboard Dance/Club Play Songs no número #36, e atingiu um pico de número #3. A canção chegou a número #27 no Top 40 holandês, número #35 no chart Tcheco e número #64 no Airplay Eslovaco.
Em 5 de março de 2011, após o lançamento do single com Kanye West, a canção reentrou na Billboard Hot 100, em 28º lugar, com 110 mil cópias vendidas em sua primeira semana, e no Canadian Hot 100, no número #18. A canção já vendeu mais de um milhão de cópias e chegou ao topo do Billboard Hot 100, tornando-se quinta canção de Perry a atingir tal marca, e a quarta de West, tirando da liderança de seis semanas Lady Gaga com Born This Way. Este feito faz de Teenage Dream o nono álbum da história do gráfico a colocar quatro singles em primeiro lugar."E.T." também chegou ao número oito na Billboard Pop Songs, bem como o número #5 no Canadian Hot 100. O single atingiu a 11ª posição na Irlanda,14ª na Áustria, na Austrália, no número 53, e no gráfico Ultratop de ambas as regiões belgas a canção conseguiu os números #7 (Valónia) e #10 (Flandres). No UK Singles Charts, o single chegou ao número #12 em sua sexta semana na parada.
| Paradas (2011)                                     | Melhor posição |
| -------------------------------------------------- | -------------- |
| Alemanha - (Media Control Charts)                  | 9              |
| Austrália - (Australian Single Charts)             | 5              |
| Áustria - (Austrian Single Charts)                 | 7              |
| Bélgica - (Ultratop 50 - Flanders)                 | 27             |
| Bélgica - (Ultratop 50 - Valônia)                  | 14             |
| Brasil - (Billboard Brasil Hot 100)                | 24             |
| Brasil - (Hot Pop Songs)                           | 5              |
| Brasil - (Hit Parade Brasil)                       | 3              |
| Canadá - (Canadian Hot 100)                        | 1              |
| Dinamarca - (Tracklisten)                          | 12             |
| Escócia - (The Official Charts Company)            | 3              |
| Eslováquia - (IFPI)                                | 18             |
| Estados Unidos - (Billboard Hot 100)               | 1(5x)          |
| Estados Unidos - (Billboard Pop Songs)             | 1(6x)          |
| Estados Unidos - (Billboard Dance/Club Play Songs) | 1              |
| Finlândia - (Suomen virallinen lista)              | 15             |
| França - (France Single Charts)                    | 10             |
| Grécia - (IFPI Greece)                             | 28             |
| Países Baixos - (Dutch Top 40)                     | 27             |
| Irlanda - (Irish Single Charts)                    | 5              |
| Itália - (Italian Single Charts)                   | 8              |
| Noruega - (VG-lista)                               | 13             |
| Nova Zelândia - (New Zealand Single Charts)        | 1              |
| Polónia - (ZPAV)                                   | 2              |
| Reino Unido - (UK Singles Charts)                  | 3              |
| Chéquia - (IFPI)                                   | 20             |
| Roménia - (Romanian Top 100)                       | 27             |
| Suécia - (Sverigetopplistan)                       | 12             |
| Suíça - (Media Control AG)                         | 14             |
| União Europeia - (Eurochart Hot 100)               | 7              |
| Mundo - (Global Track Chart)                       | 1 (2x)         |

| País                  | Certificações (Vendas por país) |
| --------------------- | ------------------------------- |
| Austrália (ARIA)      | 3× Platina                      |
| Canadá (Music Canada) | 4× Platina                      |
| Nova Zelândia (RIANZ) | Platina                         |
| Estados Unidos (RIAA) | 8× Platina                      |

## Histórico de lançamento
| País           | Data                    | Formato          | Gravadora       |
| -------------- | ----------------------- | ---------------- | --------------- |
| Estados Unidos | 11 de fevereiro de 2011 | Download digital | Capitol Records |
| Reino Unido    | 27 de fevereiro de 2011 | Download digital | Capitol Records |